# Berthillon
Berthillon — семейное предприятие по производству мороженого, расположенное на острове Святого Людовика в IV округе Парижа, является одной из его достопримечательностей.

## Описание
Berthillon производит более 70 сортов мороженого различных ароматов и вкусов: виски, земляника, карамель, киви, мед, папайя, лимон. Перед кафе всегда стоит очередь. Согласно путеводителю The Ten Best of Everything, The Ultimate Guide for Travelers Натаниела Ланда входит в мировую десятку лучших кафе-мороженых. При производстве не используются химические консерванты и красители, а лишь исключительно натуральные продукты, такие как молоко, сливки, сахар и яйца. Вкусовые и ароматные оттенки достигаются добавлением фруктов, какао, ванили и др.

## История
Началом истории марки Berthillon является 1954 год, когда Раймон Бертийон, молодой предприимчивый человек в возрасте 30 лет, управляющий в кафе «Le Bourgogne», принадлежащем его жене и тёще, решает применить в деле установку по производству мороженого, приобретённую несколькими годами ранее. Ставка была сделана на натуральные продукты высшего качества. Постепенно кафе-мороженое становится известным и за пределами острова Святого Людовика. Так, побывавшие в нём в 1961 году критики Henri Gault et Christian Millau оставили наилучшие комментарии.
- Кафе Berthillon